# Les Mangeurs de cailloux
Pour les articles homonymes, voir Les Mangeurs de cailloux (homonymie).
Les Mangeurs de cailloux est une série de bande dessinée en noir et blanc.
- Scénario et dessins : Jean-Luc Loyer

## Albums
- Tome 1 : Les Mangeurs de cailloux (1998)
- Tome 2 : La Boîte à 1 franc (2000)

## Publication

### Éditeurs
- Delcourt (Collection Encrages) : Tomes 1 et 2 (première édition des tomes 1 et 2).